# China Railway Engineering

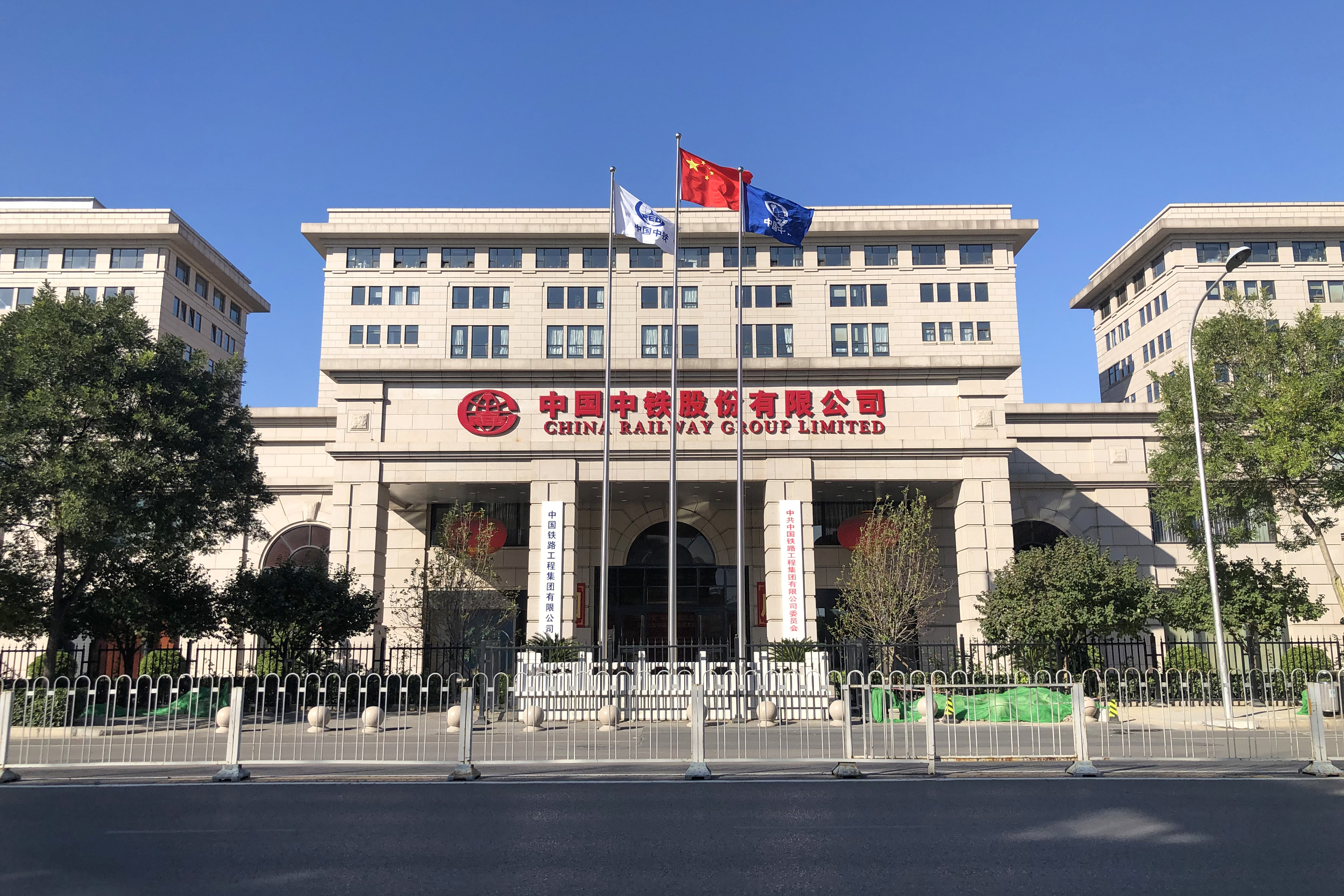
CREC-Platz

Die China Railway Engineering Corporation (chinesisch 中国铁路工程集团有限公司), auch China Railway Engineering, ist eine chinesische Holdinggesellschaft in Staatsbesitz, die unter der Aufsicht der Kommission zur Kontrolle und Verwaltung von Staatsvermögen steht. 
Das Unternehmen ist Hauptaktionär der Tochtergesellschaft China Railway Group. 2023 belegte China Railway Engineering Platz 35 unter den größten Unternehmen weltweit.

## Geschichte
Die Geschichte des Unternehmens lässt sich bis ins Jahr 1950 zurückverfolgen, als zwei Büros des Eisenbahnministeriums gegründet wurden, das „Bauhauptbüro“ (工程总局) und das „Konstruktionshauptbüro“ (设计总局).  Im Jahr 1958 wurden das Konstruktionsbüro und das Baubüro zusammengelegt, um das Hauptbüro für Infrastrukturbau des Eisenbahnministeriums (铁道部基本建设总局) zu bilden. Von 1950 bis 1990 war das Hauptbüro eine Regierungsbehörde, unter deren Aufsicht viele Eisenbahn- und Autobahnbrücken gebaut wurden.
1990 wurde die Behörde in die zwei unabhängigen Unternehmen China Railway Construction und China Railway Engineering aufgespalten. Die beiden Unternehmen wurden am 7. März 1990 offiziell registriert. Im September 2003 wurden sie mit Einführung des Systems der Zentral Verwalteten Unternehmen unter die Aufsicht der Kommission zur Kontrolle und Verwaltung von Staatsvermögen (SASAC), einer Behörde des Staatsrates, gestellt. Seitdem wurden sie zu Konkurrenten, obwohl beide in Staatsbesitz sind.
Im Jahr 2007 wurde aus China Railway Engineering die China Railway Group GmbH (中国中铁有限公司) gegründet. Die China Railway Engineering übertrug den größten Teil ihres Vermögens auf die Tochtergesellschaft. Im Jahr 2008 wurde die Tochtergesellschaft zu einem börsennotierten Unternehmen, dessen Aktien an den Börsen in Shanghai und Hongkong gehandelt werden.
Während der russischen Invasion in der Ukraine 2022 setzte die China Railway Engineering Corporation (CREC) ihre Geschäftstätigkeiten in Russland fort und widersetzte sich damit den weit verbreiteten internationalen Forderungen, ihre Aktivitäten in dem Land einzustellen. Während zahlreiche globale Unternehmen als Reaktion auf die Invasion und die darauf folgenden internationalen Sanktionen ihre Geschäfte in Russland zurückfuhren oder den Markt vollständig verließen, entschied sich CREC, ihre Präsenz aufrechtzuerhalten. Forschungen der Yale School of Management stuften CREC in die Kategorie „Grade F“ der Gruppe „Digging In“ ein, was ihre Weigerung verdeutlicht, Aktivitäten in Russland zu reduzieren oder einzustellen. Diese Entscheidung stieß auf Kritik, da sie die globalen Bemühungen untergräbt, die russische Aggression gegen die Ukraine zu beenden.